# Armand Larcher
Pour les articles homonymes, voir Larcher.
Armand Étienne Édouard Larcher, né le 21 juin 1914 à Marseille et mort le 6 aout 2001 dans le 12e arrondissement de Marseille, est un acteur de cinéma français.

## Biographie
En dehors de la quinzaine de seconds rôles qu'il a interprété au cinéma entre 1933 et 1946, on sait peu de choses sur Armand Larcher.
Son nom apparait pour la première fois dans la presse en juin 1932 quand il remporte à tout juste 18 ans un premier accessit au concours de diction du Conservatoire de Marseille.
L'année suivante, il se présente à un casting organisé par le réalisateur André Hugon à l'issue duquel il est retenu pour tenir le rôle de Césariot dans le film L'Illustre Maurin alors en préparation de tournage à Nice.
Sous l'Occupation, il entre chez les Compagnons de France, un mouvement de jeunesse créé par le régime de Vichy en 1940, dont il devient le chef provincial de la Propagande. 
Après la guerre, Armand Larcher n'apparaîtra qu'une seule et dernière fois à l'écran dans L'Affaire du Grand Hôtel, un film d' André Hugon avec lequel il avait déjà tourné à cinq reprises entre 1933 et 1936. On ignore ce qu'il est devenu après ce dernier tournage. Il avait alors 32 ans.

## Filmographie
- 1933 : L'Illustre Maurin d'André Hugon : Césariot[6],[7]
- 1934 : Famille nombreuse d'André Hugon
- 1935 : Justin de Marseille de Maurice Tourneur : Silvio Neri[8]
- 1935 : Gaspard de Besse d'André Hugon : Pistolet
- 1935 : Le Piment, court-métrage d'André Hugon : Piment
- 1936 : Le Faiseur d'André Hugon : Adolphe Minard[9],[10]
- 1938 : L'Étrange Monsieur Victor de Jean Grémillon : le second inspecteur (en tant que Larcher)[11]
- 1938 : Trois Valses, film musical en 3 époques de Ludwig Berger : le directeur des studios (non crédité)
- 1938 : Le Capitaine Benoît de Maurice de Canonge : le préfet[12]
- 1939 : Une java / La Java bleue de Claude Orval : Armando[13]
- 1939 : Dernière Jeunesse (Ultima giovinezza), film franco-italien de Jeff Musso : l'ami de Frossard
- 1939 : Les Trois Tambours / Vive la Nation de Maurice de Canonge[14]
- 1939 : Faits divers de Jean Loubignac[15]
- 1942 : Nadia la femme traquée / À l'ombre du Deuxième Bureau, de Claude Orval : Norbert[16]. Film tourné en 1939.
- 1946 : L'Affaire du Grand Hôtel, film policier musical d'André Hugon : le Frisé